# Myrsine peregrina
Myrsine peregrina är en viveväxtart som först beskrevs av Carl Christian Mez, och fick sitt nu gällande namn av J.J. Pipoly. Myrsine peregrina ingår i släktet Myrsine och familjen viveväxter. Inga underarter finns listade i Catalogue of Life.